# Federspeicher
Ein Federspeicher ist ein mechanischer Energiespeicher, der eine Feder (Schraubenfeder, Torsionsfeder oder Spiralfeder) verwendet (Spannenergie).
Die Energiedichte eines solchen Speichers ist vergleichsweise gering. Klassisch ist die Uhrfeder, diese wird jedoch nicht so genannt. Federspeicher werden auch dann benötigt, wenn wenig Antriebsleistung zum Spannen zur Verfügung steht und kurzzeitig eine große mechanische Leistung bzw. Geschwindigkeit abgefordert werden soll. Ein Beispiel hierfür sind Leistungsschalter, die sehr schnell schließen oder öffnen müssen, wobei eine große Masse bewegt wird. Eine Anwendung ist zum Beispiel auch die Federspeicherbremse.